# سبنسر إيفانز
سبنسر إيفانز (بالإنجليزية: Spencer Evans)‏ (24 سبتمبر 1911 في المملكة المتحدة - 1 يناير 1981) هو لاعب كرة قدم ويلزي في مركز الدفاع. لعب مع بورت فايل وستوك سيتي ونادي ريكسهام ونادي ريل ونادي تشستر سيتي ونورثويتش فيكتوريا ونادي ألترينتشام.